# Шлях святого Якова
Шлях свято́го Я́кова, або шлях до Сантья́го (ісп. Camino de Santiago) — паломницька дорога до могили апостола Якова в іспанському місті Сантьяго-де-Компостела, головна частина якої пролягає Північною Іспанією. Відомий з IX століття. Завдяки своїй популярності та розгалуженості цей маршрут справив великий вплив в епоху Середньовіччя. Входить до числа пам'яток всесвітньої спадщини ЮНЕСКО. З початку 1980-х популярність маршруту безперервно зростає: так, якщо у 1978 по ньому пройшли всього 13 осіб, то в 2009 — понад 145 000. Також — Компосте́льське пало́мництво (грец. Peregrinatio Compostellana)

## Історія
Місто Сантьяґо-де-Компостела, куди веде цей шлях, є третьою за значенням святинею католицизму, поступаючись лише Єрусалиму та Риму. Причина такого шанування, яка дала місту прізвисько «християнської Мекки» — найбільша реліквія Іспанії, мощі апостола Якова, небесного покровителя країни.

### Знайдення мощей

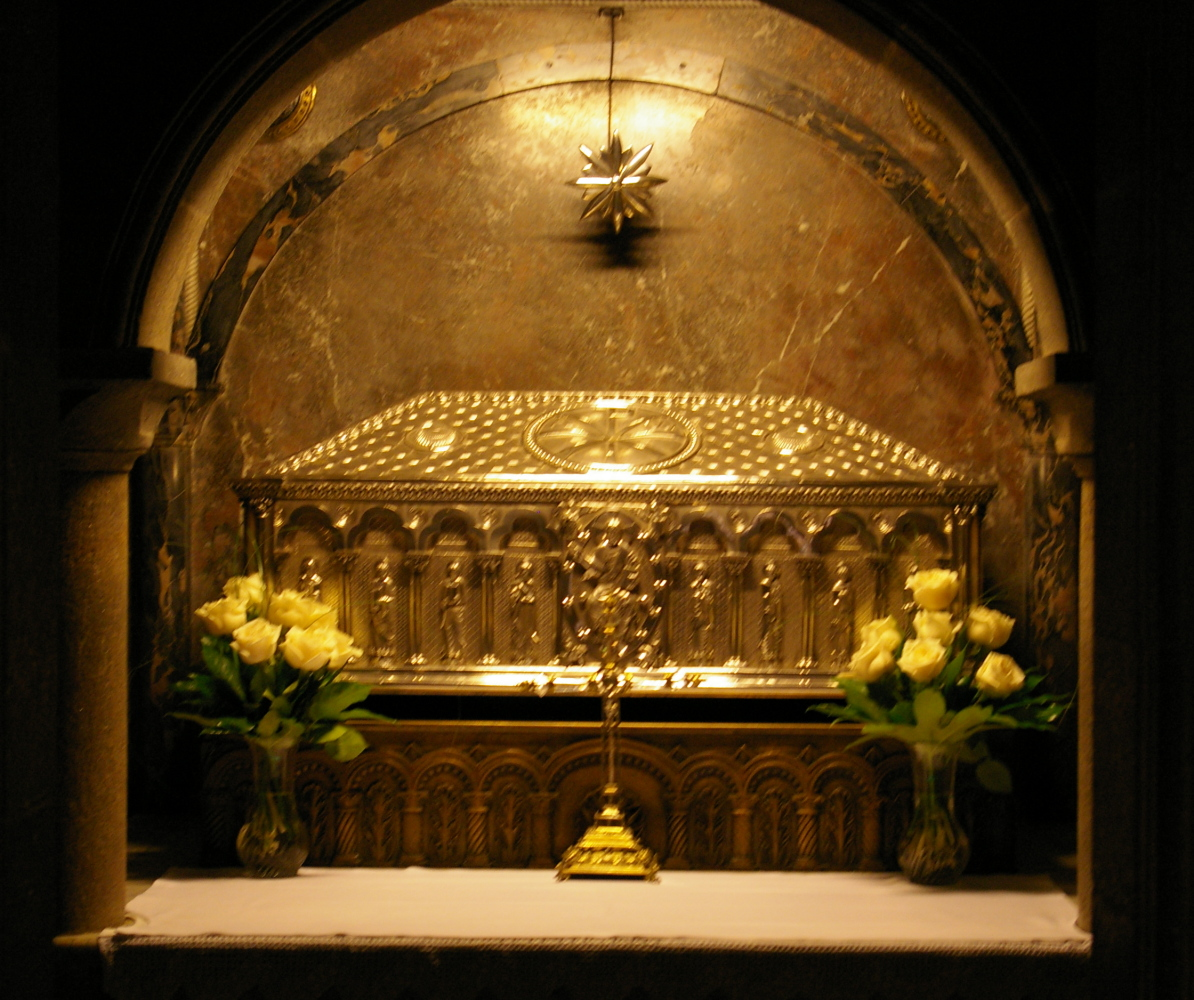
Місце поховання апостола Якова

Згідно з переказами, після мученицької кончини апостола в 44 на Святій землі, його останки були покладені в човен і пущені по хвилях Середземного моря. Чудовим чином цей човен приплив до Іспанії, де святий проповідував раніше, і був викинутий на берег в гирлі річки Ульї (там, де з'явиться пізніше місто). У 813 році, як свідчить церковний переказ, чернець-відлюдник Пелайо, що жив у цій місцевості, слідуючи за якоюсь дороговказною зіркою, виявив цей ковчег з мощами, які залишалися нетлінними.
У 896—899 король Альфонс III видав указ, за яким на місці знахідки над мощами була побудована невелика церква, а місце було названо Компостела (лат. Campus Stellae, «Місце, позначене зіркою»). Святий Яків, чудесно з'явившись під час битви з маврами — Сантьяґо Матаморос, став покровителем Іспанії та Реконкісти. Як апостол, що почав під час свого служіння далеку подорож зі Святої землі до Іспанії, він став вважатися покровителем паломників.

### Зростання популярності маршруту
Відтоді місто Компостела з похованням покровителя країни і одного з дванадцяти апостолів стало особливою святинею Іспанії, а також католицького світу. Для встановлення традиції велике значення мав, як свідчить легенда, сон імператора Карла Великого: йому приснився Чумацький шлях, який тягнувся до святого місця через Францію та Іспанію, а Господь закликав Карла розчистити «зоряну» дорогу від маврів. Імператор повів війська через Піренеї і звільнив Кастилію і Леон, Галісію, Наварру і Ла-Ріоху.
Першим відомим паломником був єпископ Годескальк (Готшальк) з Ле Пюї. Він здійснив подорож із Франції до Компостели взимку 950—951 років.
У XII столітті папа Калікст II дарував прочанам право на отримання індульгенції, що поставило Компостелу на один щабель з Єрусалимом і Римом. Вважають, що основні маршрути сформувалися приблизно в XI столітті; в 1160-ті роки для захисту паломників від вельми частих тоді розбійних нападів кастильська корона заснувала військово-лицарський орден Святого Якова.
У Середньовіччі кількість паломників, що переміщалися по дорогах, що ведуть у Компостелу, було колосальним. Але з часом епідемія чуми, різко скоротило населення Європи, а потім Реформація і політична нестабільність XVI століття привели до спаду популярності паломництва. У XIX столітті відбулося «відкриття» шляху Святого Якова вченими і мистецтвознавцями, які з подивом виявили далеко від основних культурних центрів і столиць, в невеликих містечках, видатні пам'ятки середньовічного мистецтва, що випали з уваги публіки в попередні кілька століть. У 1980-ті роки кількість паломників можна було перерахувати по пальцях, але з тієї пори відзначають наростальний інтерес, і кількість мандрівників з усіх континентів зростає.
Святу подорож в Сантьяго здійснили в різний час англійський король Едуард I, король Єрусалиму Іоанн де Брієн, Франциск Ассізький, Ян ван Ейк, відомий бразильський письменник Пауло Коельйо та багато інших.
Папа Римський Іван Павло II був в Сантьяґо двічі, один раз навіть пройшов невелику ділянку Дороги франків. Після візиту Папи Римського Івана Павла II в Сантьяґо-де-Компостела в 1982 році, Рада Європи визнала Шлях Святого Якова шляхом особливого значення для культури континенту, і закликала до відновлення і підтримання старих маршрутів паломництва. Маршрут був оголошений першим європейським культурним маршрутом в жовтні 1987 року, у 1993 році внесений до списку Всесвітньої спадщини ЮНЕСКО, у 2010 році святилище відвідав Папа Бенедикт XVI.
З 1999 року по «Дорозі Якова» паломництво здійснюють православні віряни України. У жовтні 2013 року було відкрито новий відрізок Шляху Святого Якова — з Медики на польсько-українському кордоні до Перемишля. Траса вестиме місцевостями прикордонної смуги, буде пов'язана з велосипедною доріжкою та зі шляхом ікон. На ринку в Перемишлі відкрито стовп, де показано, що з цього місця до Сантьяґо-де-Компостела 4 тисячі 31 кілометр. Довжина підкарпатського фрагменту Шляху святого Якова становить 219 кілометрів і збігається з колишньою королівською дорогою між Східною і Західною Європою Віа Регія.

### Паломництво у наш час

Мушля Якова — сучасний логотип паломницького шляху

У наші дні десятки тисяч християнських паломників і багато інших мандрівників долають свій шлях до Сантьяґо-де-Компостела. Більшість подорожує пішки; дехто на велосипедах; кілька подорожей зроблено верхи на коні або на віслюку (як наприклад, британський письменник і гуморист Тім Мур). Крім паломників, дорогою Святого Якова йдуть мандрівники і туристи, які ходять маршрутом не з релігійних міркувань, а просто любителі подорожей. Крім того, багато хто здійснює духовне паломництво для того, щоб відволікти себе від марноти сучасного життя.

## Статистика паломників
| Рік | Паломники | Рік  | Паломники | Рік  | Паломники | Рік  | Паломники | Рік  | Паломники | Рік  | Паломники |
| --- | --------- | ---- | --------- | ---- | --------- | ---- | --------- | ---- | --------- | ---- | --------- |
| 1970 | 68        | 1980 | 209       | 1990 | 4 918     | 2000 | 55 0043   | 2010 | 272 3831  | 2020 | 54 144    |
| 1971 | 4511      | 1981 | 299       | 1991 | 7 274     | 2001 | 61 418    | 2011 | 183 366   | 2021 | 178 9121  |
| 1972 | 67        | 1982 | 1 8681    | 1992 | 9 764     | 2002 | 68 952    | 2012 | 192 488   |      |           |
| 1973 | 37        | 1983 | 146       | 1993 | 99 4361   | 2003 | 74 614    | 2013 | 215 880   |      |           |
| 1974 | 108       | 1984 | 423       | 1994 | 15 863    | 2004 | 179 9441  | 2014 | 237 886   |      |           |
| 1975 | 74        | 1985 | 690       | 1995 | 19 821    | 2005 | 93 925    | 2015 | 262 436   |      |           |
| 1976 | 2431      | 1986 | 1 801     | 1996 | 23 218    | 2006 | 100 377   | 2016 | 277 915   |      |           |
| 1977 | 31        | 1987 | 2 905     | 1997 | 25 179    | 2007 | 114 026   | 2017 | 301 036   |      |           |
| 1978 | 13        | 1988 | 3 501     | 1998 | 30 126    | 2008 | 125 143   | 2018 | 327 378   |      |           |
| 1979 | 231       | 1989 | 5 7602    | 1999 | 154 6131  | 2009 | 145 878   | 2019 | 347 578   |      |           |
| 1) Рік Святого Якова — коли 25 липня випадає у неділю 2) Світові дні молоді 3) Європейська столиця культури (Джерело: офіційна статистика паломництва) |           |      |           |      |           |      |           |      |           |      |           |

## Маршрути
- Північний шлях (найстарший)
- Французький шлях (традиційний)
  - найкоротший маршрут необхідний для отримання сертифікату паломника (118 км): Саррія — Портомарін — Палас-де-Рей — Меліде — Арсуа — Педросо — Сантьяго-де-Компостела.
- Португальський шлях
- Український шлях

## Символи

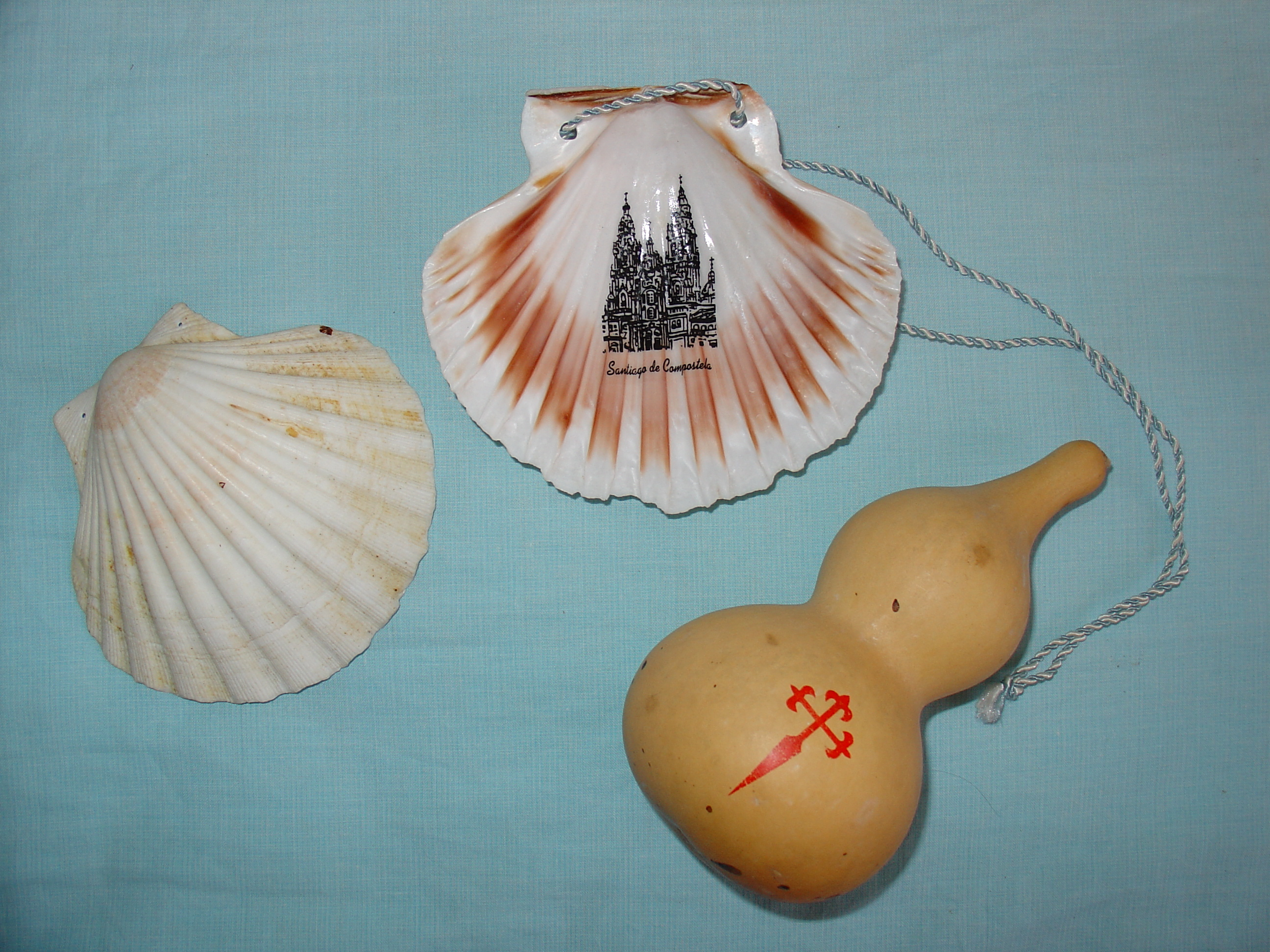
Аксесуари паломника

Черепашка, велику кількість яких можна знайти на берегах Ґалісії, вже давно стала символом Каміно де Сантьяґо. Протягом століть мушля набула міфічного, метафоричного і практичного значення, навіть якщо її актуальність може насправді походити від бажання паломників забрати додому «на пам'ять».
Існує дві версії з найбільш поширених міфів про походження символу смерті Святого Якова, який прийняв мученицьку смерть через відтинання голови в Єрусалимі в 44 році нашої ери. За даними іспанських легенд він проповідував Євангеліє в Іспанії, але повернувся до Юдеї, побачивши з'яву Діви Марії на березі річки Ебро.
Версія 1: Після смерті Святого Якова, його учні відправили його тіло на Піренейський півострів, щоб поховати його у місці, де зараз стоїть місто Сантьяго. Біля берегів Іспанії важкий шторм обрушився на корабель, і тіло було втрачено в океан. Через деякий час, однак, тіло викинуло на берег неушкодженим, вкритим черепашками.
Версія 2: Після смерті Святого Якова, його тіло таємниче транспортували кораблем з екіпажем назад на Піренейський півострів, щоб бути похованим там, де зараз Сантьяґо. Коли корабель з тілом підійшов до землі, на березі відбувалось весілля. Молодий наречений був на коні, і, побачивши корабель, що наближається, його кінь налякався, і кінь і вершник упали у море. Завдяки чудовому втручанню, коня і вершника вийняли з води живим, вкритим черепашками.
Черепашка також виступає як метафора. Пази в корпусі, які збираються разом в одній точці, що представляють різні маршрути паломників, які врешті-решт прибувають на одне місце: гробниця Святого Якова в Сантьяґо-де-Компостела. Оболонка також є метафорою для паломників. Як хвилі океану миють гребінець черепашки на узбережжі Ґалісії, рука Бога також направляє паломників в Сантьяґо.
Черепашка також служить в практичних цілях для паломників на Каміно де Сантьяґо. Вона має правильний розмір для збору води для пиття або для їжі як з тимчасової миски.

## Українці на Шляху святого Якова
За офіційною статистикою, 2004 року Шляхом пройшли 30 українців, 2005 — 11, 2006 — 7, 2007 — 33, 2008 — 31, 2009 — 33, 2010 (так званий, «Святий Рік») — 65, 2011 — 48, 2012 — 91, 2013—143.
2014 року український тревел блогер Сергій Нагорний пройшов Португальським шляхом Святого Якова до мису Фіністерра, а також зняв серію відеоблогів про подорож.
2016 року у видавництві «Темпора» вийшла книга Максима Беспалова «Шлях на Край світу» про подорож українських пілігримів дорогами Camino de Santiago.
Валерій Маркус (Ананьєв) — український воїн, десантник, блогер, військовий волонтер, пройшовши через Францію та Іспанію до мису Фіністера.
Восени 2013 року письменниця Дзвінка Матіяш вирушила з чоловіком, фотографом Євгеном Іларіоновим, у паломництво дорогою святого Якова. 2017 року у «Видавництві Старого Лева» вийшла її книжка «Дорога святого Якова».

## Шлях Святого Якова в Україні
2015 року Шлях Святого Якова почав з'являтися і в Україні: перша ділянка має понад 100 км, вона поєднує Львів із прикордонним переходом у селі Шегині. У майбутньому маршрут планують продовжити до Києва.
Влітку 2021 року на Поділлі з'явився новий відрізок шляху святого Якова, який поєднав міста Вінниця, Бар та Кам'янець-Подільський протяжністю 250 км. Мальовничий маршрут Вінницької та Хмельницької областей став учасником проєктів від УКФ і ДАРТ. У майбутньому Camino Podolico — Подільський шлях святого Якова — планують сполучити з європейськими маршрутами.